# Strmoglavljenje Twin Otter Yeti Airlines (2006)
21. junija 2006, je DHC-6 Twin Otter letalske družbe Yeti Airline strmoglavilo med pristajanjem, potem ko se je posadka odločila za prekinitev pristanak in iz neznanega razloga izvesti ponovni pristanek. Očividci so povedali, da se je zdelo, da je letalo med zavijanjem na pragu piste 27 obstalo, zagorelo in padlo na vzhodni konec piste.

## Letalo
V nesreči je bilo udeležen de Havilland Canada DHC-6 Twin Otter letalske družbe Yeti Airlines. Prvi polet letala je bil leta 1980 z družbo Lesotho Airways. Letalo je Yeti Airlines kupil eno leto pred nesrečo od drugega nepalskega prevoznika Skyline Airways. To je bil tretji incident letal tega tipa pri družbi Yeti Airlines in je bil eden od štirih Twin Otterjev v floti letalske družbe.

## Posadka in potniki
Na krovu letala je bilo šest potnikov in trije člani posadke. V nesreči so umrli vsi ljudje na krovu. Pilota sta bila identificirana kot stotnik Krishna Malla in kopilot Dipak Pokhrel. Pokhrelova žena, Anju Khatiwada, je umrla kot kopilotka na letu 691 Yeti Airlines, potem ko jo je moževa smrt navdihnila za kariero v letalstvu.